# Daniel Warner
Daniel Bashiel Warner, född 1815 i Maryland, USA, död 1880 i Liberia,  han var Liberias president 4 januari 1864–6 januari 1868.
Hans far var bonde som blivit frigiven från slaveri ett år innan Warner föddes. Tillsammans med åtta släktingar flyttade han till Liberia 1823. Warner skrev texten till Liberias nationalsång, All Hail, Liberia Hail.